# Mesón theta
No confundir con el θ+ del enigma τ-θ, actualmente identificado con el kaón, o con los Θ+ y Θ+c, que se cree que podrían ser pentaquarks.
El mesón theta (θ) es una hipotética forma de quarkonio (esto es, un mesón sin sabor) formado por un quark cima y un antiquark cima. Su estructura es equivalente a la de los mesones phi (quark extraño, antiquark extraño), J/ψ (quark encantado, antiquark encantado) y upsilon (quark fondo, antiquark fondo). Debido al tiempo de vida tan corto del quark cima, no se espera poder tener ninguna observación del mesón theta en la naturaleza.